# Chvalkovice (Dešná)

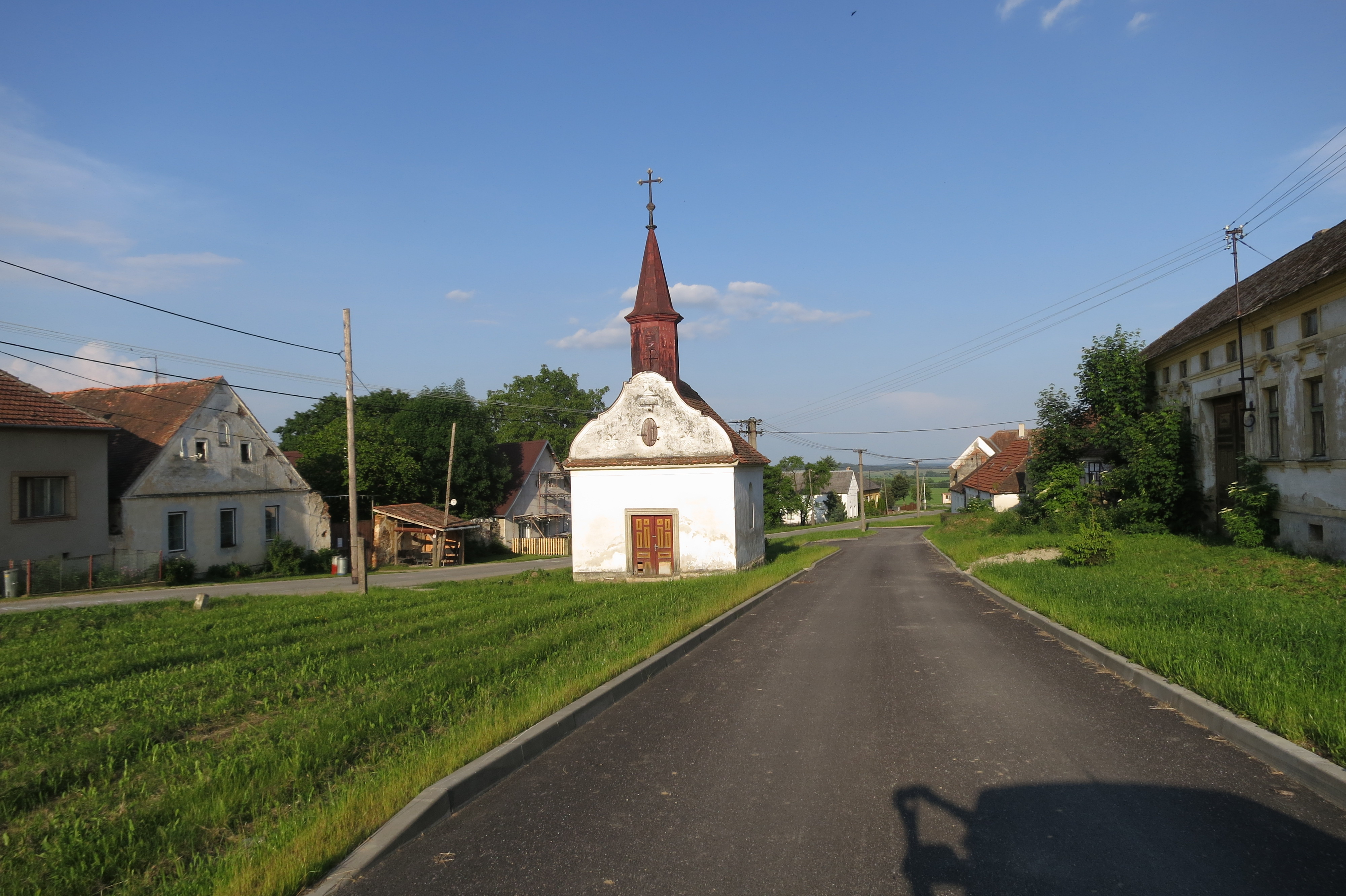
Dorfanger

Chvalkovice (deutsch Qualkowitz, auch Chwalkowitz, 1939–45 Kalkwiesen) ist ein Ortsteil der Gemeinde Dešná in Tschechien. Er liegt sieben Kilometer südwestlich von Jemnice und gehört zum Okres Jindřichův Hradec.

## Geographie
Das Straßenangerdorf Chvalkovice befindet sich am östlichen Fuße der Na Vyhlídce (Sonnenwendberg, 589 m n. m.) in der Brtnická vrchovina (Pirnitzer Bergland). Im Norden erhebt sich der Lukšův kopec (579 m n. m.) und nordwestlich die Dlouhá hora (Langenberg, 628 m n. m.). In den Feldern nördlich des Dorfes entspringt die Blatnice.
Nachbarorte sind Hejnice, Panenská und Bělčovice im Norden, Lovčovice im Nordosten, Radotice und Bačkovice im Osten, Plačovice und Dešná im Südosten, Županovice im Süden, Neuriegers im Südwesten, Nové Sady, Modletice und Marketa im Westen sowie Veselíčko und Staré Hobzí im Nordwesten.

## Geschichte
Die erste urkundliche Erwähnung von Chvalkovice erfolgte 1353, als die Brüder Adam, Sič und Petr von Hobzí das Dorf zusammen mit Nová Ves (Nové Hobzí) und dem später erloschenen Čermákovice an Sezima von Platišovice überschrieben. Ab 1379 ist Johann von Hodic als Besitzer nachweislich; später erwarb der ehemalige Brünner Münzmeister Martin von Radotic das Gut und verkaufte es 1409 den Brüder Charamso und Mikeš von Urbanč. 1453 wurde Niklas Hauska von Zahradek in Gütergemeinschaft auf Chvalkovice aufgenommen. Die Ritter Hauska von Zahradek wurden bald alleinige Besitzer der Güter Urbaneč und Chvalkovice. Im Jahre 1516 befreite Stanislaw Hauska von Zahradek das Dorf Chvalkovice von der Anfallsverbindlichkeit. Johann Hauska von Zahradek veräußerte 1533 beide Güter zusammen mit weiteren Dörfern an Getřich von Dobrawoda, der sie 1542 an Wolf Kraiger von Landstein abtrat. Letzterer veräußerte das Gut Chvalkovice 1553 an Johann Hazel von Neudorf. Nachfolgende Besitzer waren Johanna von Neudorf, zwischen 1568 und 1602 deren Ehemann Wolf Rucinger von Rußhof, und danach Johann Sigmund Kořensky von Tereschau, der es als Allodialgut erwarb und 1649 mit der Feste, dem Meierhof und Schäfereien für 7500 Mährische Gulden an den Hauptmann Georg von Fitschen veräußerte.  Von Fitschen behielt das Gut nicht lange und verkaufte es 1653 8400 Rheinische Gulden an Johann Baptist Schauer von Schauerfeld. Im Jahre 1679 brach in Chvalkovice die Pest aus; zu den 27 Opfern der Epidemie gehörten auch der Grundherr Johann Ehrenfried von Schauerfeld und dessen drei Töchter. Es wird vermutet, dass sich von Schauerfeld in Wien, wo die Seuche seit 1678 grassierte, infiziert hatte. Im Jahre 1697 erfolgte eine Taxation des Gutes und zwei Jahre später der landrechtliche Verkauf an Franz Karl Berchtold von Pottendorf. Dieser überließ das Gut 1702 für 18.000 Rheinische Gulden der Witwe des Feldmarschalls Donat Johann Heißler von Heitersheim, Barbara von Millesimo, für deren minderjährigen Sohn Franz Joseph. Im Jahre 1718 verkaufte Franz Joseph Heißler von Heitersheim das Gut mit Meierhof und Schäferei zum selben Preis an den Hofkriegsrat Heinrich Joseph Graf von Daun, der es 1727 an den Besitzer der Herrschaft Alt-Hart, Maximilian Franz von Deblin, veräußerte.  Dieser verband das Gut mit Alt-Hart, wobei Qualkowitz auch weiterhin als eigenes landtäfliges Gut betrachtet wurde. Nachdem der Grundherr Joseph Franz von Deblin 1784 im Lusthofer Forst von einem Wilderer ermordet worden war, ging der Familienfideikommiss der Grafen Deblin zwecks Errichtung einer Kadettenstiftung ins Eigentum der Markgrafschaft Mähren über und wurde von der mährisch-schlesischen Staatsgüter-Administration in Klosterbruck verwaltet. 1789 wurde das Gut Qualkowitz zusammen mit Alt-Hart dem Brünner Textilfabrikanten Johann Peter Flick verpachtet, der es 1806 auch käuflich erwarb. 1793 gab es in Qualkowitz 24 Häuser, in denen 131 Menschen lebten. Nach Flicks Tod fiel das Gut Qualkowitz 1812 seiner Witwe Theresia, geborene von Erben, zu; sie  verkaufte es 1815 für 40.000 Gulden an ihren Stiefsohn Johann Maximilian von Flick, der bis 1820 auch die Anteile seiner Geschwister an Alt-Hart aufgekauft hatte und damit alleiniger Besitzer der Herrschaft geworden war. Johann Maximilian von Flick veräußerte die Allodialherrschaft Alt-Hart mit den Gütern Qualkowitz (einschließlich der herrschaftlichen Essigsiederei) und Neu-Hart 1823 an Theresia verw. von Trauttmansdorff, die drei Jahre später auch die Herrschaft Jamnitz erwarb und beide vereinigte.
Im Jahre 1834 bestand das im Znaimer Kreis gelegene Dorf Qualkowitz bzw. Chwalkowice aus 40 Häusern mit 239 gemischtsprachigen Einwohnern. Erwerbsquellen bildeten die Landwirtschaft sowie der Tagelohn in den Fabriken von Alt-Hart. Im Ort gab es ein herrschaftliches Schlösschen mit einer dem hl. Johannes von Nepomuk geweihten Kapelle, einen Meierhof mit Schäferei, ein Branntweinhaus und ein Wirtshaus. Pfarr- und Schulort war Neustift. Theresia von Trauttmansdorff veräußerte die Herrschaften Jamnitz-Alt-Hart 1841 an Alfons von Pallavicini. Bis zur Mitte des 19. Jahrhunderts blieb das Gut Qualkowitz mit den vereinigten Allodialherrschaften Jamnitz-Alt-Hart verbunden.
Nach der Aufhebung der Patrimonialherrschaften bildete Qualkowitz / Chvalkovice ab 1848 eine Gemeinde im Gerichtsbezirk Jamnitz. Ab 1869 gehörte Qualkowitz zum Bezirk Datschitz; zu dieser Zeit hatte das Dorf 229 Einwohner und bestand aus 41 Häusern. 1896 wurde die Gemeinde dem Bezirk Mährisch Budwitz zugeordnet. Im Jahre 1900 lebten in Qualkowitz 215 Personen; 1910 waren es 208. Ab 1915 besuchten die Qualkowitzer Kinder die Wispitzer Schule. Nach dem Ersten Weltkrieg zerfiel der Vielvölkerstaat Österreich-Ungarn, das Dorf wurde 1918 Teil der neu gebildeten Tschechoslowakischen Republik. Seit dieser Zeit wuchs der Anteil der tschechischen Volksgruppe stetig an. Beim Zensus von 1921 lebten in den 44 Häusern von Chwalkowitz 239 Personen, darunter 139 Deutsche und 86 Tschechen. Im Zuge der Bodenreform wurde das den Grafen Pallavicini gehörige Gut Chwalkowitz 1922 enteignet. 1927 wurde die Freiwillige Feuerwehr gegründet. Im Jahre 1930 bestand Qualkowitz aus 43 Häusern und hatte 215 Einwohner, davon 136 Deutsche und 78 Tschechen. Im Ort gab es zwei Ziegeleien. 1930 wurde eine tschechische Minderheitenschule eröffnet. Die Elektrifizierung des Dorfes erfolgte 1936. Nach dem Münchner Abkommen wurde die Gemeinde 1938 dem Großdeutschen Reich zugeschlagen und 1939 in Kalkwiesen umbenannt; bis 1945 gehörte sie zum Kreis Waidhofen an der Thaya. Die tschechische Schule wurde in dieser Zeit geschlossen. 1939 lebten 217 Personen in Kalkwiesen. Nach dem Ende des Zweiten Weltkrieges kam Chvalkovice 1945 zur Tschechoslowakei zurück, es erfolgte die Wiederherstellung der alten Bezirksstrukturen. Am 9. Juni 1945 wurden alle deutschsprachigen Bewohner über die Grenze nach Österreich vertrieben und der Ort mit Tschechen besiedelt. In dieser Zeit entstand ein Kulturhaus. 1948 wurde die Gemeinde in den Okres Dačice umgegliedert. Im Jahre 1950 hatte Chvalkovice nur noch 141 Einwohner. Bei der Gebietsreform von 1960 wurde Chvalkovice im Zuge der Aufhebung des Okres Dačice dem Okres Jindřichův Hradec zugeordnet. 1961 erfolgte die Eingemeindung von Bělčovice. Im Gebäude der ehemaligen Minderheitenschule wurde 1962 der Schulunterricht wieder aufgenommen. Wegen zu geringer Schülerzahl wurde die Schule 1975 geschlossen. Am 30. April 1976 wurden Chvalkovice und Bělčovice nach Dešná eingemeindet. Das Schlösschen wurde beim Umbau des Hofes abgebrochen. Beim Zensus von 2001 lebten in den 39 Häusern von Chvalkovice 66 Personen.

## Ortsgliederung
Der Ortsteil bildet den Katastralbezirk Chvalkovice u Dešné.

## Sehenswürdigkeiten
- Kapelle des hl. Michael auf dem Dorfanger, erbaut 1808
- Nischenkapelle mit Statue des hl. Johannes von Nepomuk am Abzweig nach Županovice, errichtet 1737